# Stadio 17 agosto
Lo Stadio 17 agosto (in turco 17 Ağustos Stadyumu), noto anche come Stadio Başpınar (in turco: Başpınar Stadyumu), è un impianto sportivo situato nella città di Kırıkkale, in Turchia.

## Descrizione
Usato prevalentemente per il calcio, è sede delle partite casalinghe del Makine Kimya Endüstrisi Kırıkkalespor.
L'impianto ha una capacità di 15 450 posti a sedere ed è omologato per la Süper Lig.
Il campo da gioco è completamente in erba naturale e misura 65 x 105 metri.